# Gedved
Gedved ist ein dänischer Ort mit 2430 Einwohnern (1. Januar 2023) im Osten Jütlands. Gedved ist der ehemalige Verwaltungssitz der Gedved Kommune.

## Geografie
Gedved befindet sich im Südosten der Region Midtjylland in der Horsens Kommune und liegt (Luftlinie) ungefähr 8 km nördlich des Stadtkerns von Horsens, 33 km südsüdöstlich der Innenstadt von Silkeborg und 33 km südsüdwestlich des Stadtzentrums der Großstadt Aarhus. Die Kirchspielgemeinde, in der die Siedlung liegt, ist Tolstrup Sogn.
Das Bebauungsgebiet von Gedved erstreckt sich in hügeliger Moränenlandschaft auf einer Höhe von etwa 50 m.o.h. bis 75 m.o.h.

## Geschichte
Gedved entstand um das Jahr 1400 an der Landstraße von Horsens nach Skanderborg und wurde erstmals unter dem Namen Gidue erwähnt.
1854 wurde im Ort eine Schule errichtet, welche 1881 wieder schloss. Im selben Gebäude wurde 1862 das Gedved Lærerseminarium, eine Ausbildungsstätte für Lehrer, gegründet. Das Dorf war stark geprägt durch die der Ausbildungsstätte zugehörigen Bauten. Es wechselte mehrmals die Funktion, blieb jedoch eine Lehranstalt. 2013 wurden die Lehrtätigkeiten aufgegeben und das ehemalige Gedved Seminarium wurde zum Gedved Kultur- og Medborgerhus, einem Versammlungshaus für die Kleinstadt.
Im Jahre 1921 hatte Gedved 448 Einwohner, 1955 waren es 591 und zehn Jahre später war die Einwohnerzahl auf 772 gestiegen.
1970 wurde im Zuge einer Verwaltungsreform die Gedved Kommune gegründet, deren Verwaltungssitz die Siedlung war. Am 1. Januar 2007 wurde diese Kommune mit einer weiteren Reform in die Horsens Kommune eingegliedert und Gedved verlor den Status als Kommunalverwaltungssitz.

## Wirtschaft
Im Südwesten von Gedved liegt ein Industriegebiet, in welchem sich unter anderem eine große Schlachterei befindet, welche von Danish Crown betrieben wird. Die Schlachtanlage ist der größte Arbeitgeber der Horsens Kommune.

## Verkehr
Unmittelbar westlich des Industriegebiets südwestlich von Gedved verläuft die Autobahn Østjyske Motorvej, ein Teil der E45. Es gibt eine Linienbusverbindung nach Horsens. Der nächste internationale Flughafen ist der Flughafen Billund, etwa 50 km südwestlich von Gedved.